# أدريان توريس
أدريان توريس (بالإسبانية: Adrián Torres)‏ هو لاعب كرة قدم أرجنتيني، ولد في 31 أكتوبر 1989 في El Talar ‏ في الأرجنتين. لعب مع فيليز سارسفيلد.

## وصلات خارجية
- أدريان توريس على موقع قاعدة بيانات كرة القدم.إي يو (الإنجليزية)
- أدريان توريس على موقع قاعدة بيانات كرة القدم.إي يو (الإنجليزية)
- أدريان توريس على موقع قاعدة بيانات كرة القدم.إي يو (الإنجليزية)
- أدريان توريس على موقع Soccerway.com (الإنجليزية)
- أدريان توريس على موقع عالم كرة القدم.نت (الإنجليزية)